# Рабе-де-лас-Кальсадас
Рабе-де-лас-Кальсадас (ісп. Rabé de las Calzadas) — муніципалітет в Іспанії, у складі автономної спільноти Кастилія-і-Леон, у провінції Бургос. Населення — 221 особа (2010).
Муніципалітет розташований на відстані близько 210 км на північ від Мадрида, 12 км на захід від Бургоса.

## Демографія
Динаміка населення (INE ):

## Галерея зображень

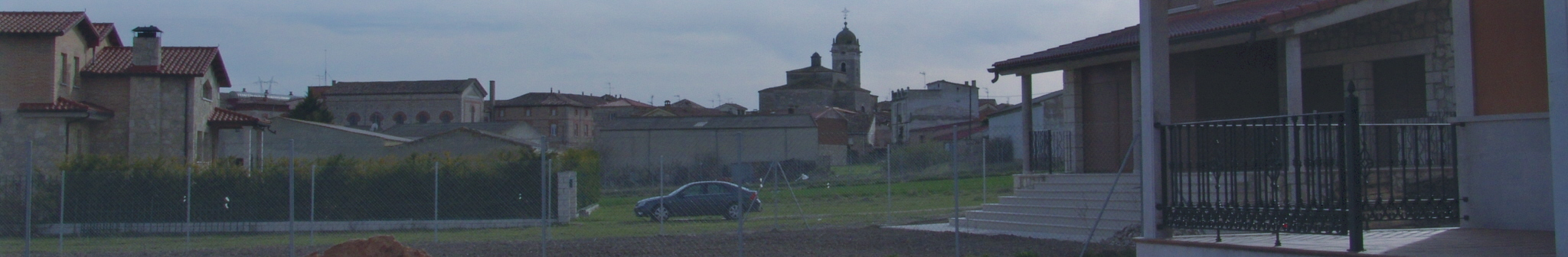
Панорама